# Akráta
Akráta (Akrata) är en ort i Grekland.   Den ligger i prefekturen Nomós Achaḯas och regionen Västra Grekland, i den centrala delen av landet, 120 km väster om huvudstaden Aten. Akráta ligger 90 meter över havet och antalet invånare är 1 393.
Terrängen runt Akráta är varierad. Havet är nära Akráta åt nordost. Runt Akráta är det ganska glesbefolkat, med 27 invånare per kvadratkilometer. Närmaste större samhälle är Siliveniótika, 1,9 km nordost om Akráta. 